# خلیج هوراکی
خلیج هوراکی / تیکاپا موآنا (Tīkapa Moana) یک پهنه آبی در بخشی از جزیره شمالی نیوزیلند است. مساحت خلیج هوراکی ۴۰۰۰ کیلومتر مربع است و در جهت خلاف عقربه‌های ساعت بین منطقه آوکلند، دشت‌های هوراکی، شبه‌جزیره کارامندل و جزیره گریت بریر واقع شده‌است. بیشتر خلیج بخشی از پارک دریایی خلیج هوراکی است.
هوراکی در زبان مائوری به معنای «باد شمال» است. در سال ۲۰۱۴، خلیج به‌طور رسمی هوراکی / تیکاپا موآنا نامگذاری شد. وزارت فرهنگ و میراث نیوزیلند ترجمه «دریای غم‌انگیز» را برای تیکاپا موآنا ارائه می‌دهد. در افسانه‌های سنتی، خلیج هوراکی توسط یک تانیوها به نام اورئیا محافظت می‌شود که شکل یک نهنگ را دارد.

## جغرافیا

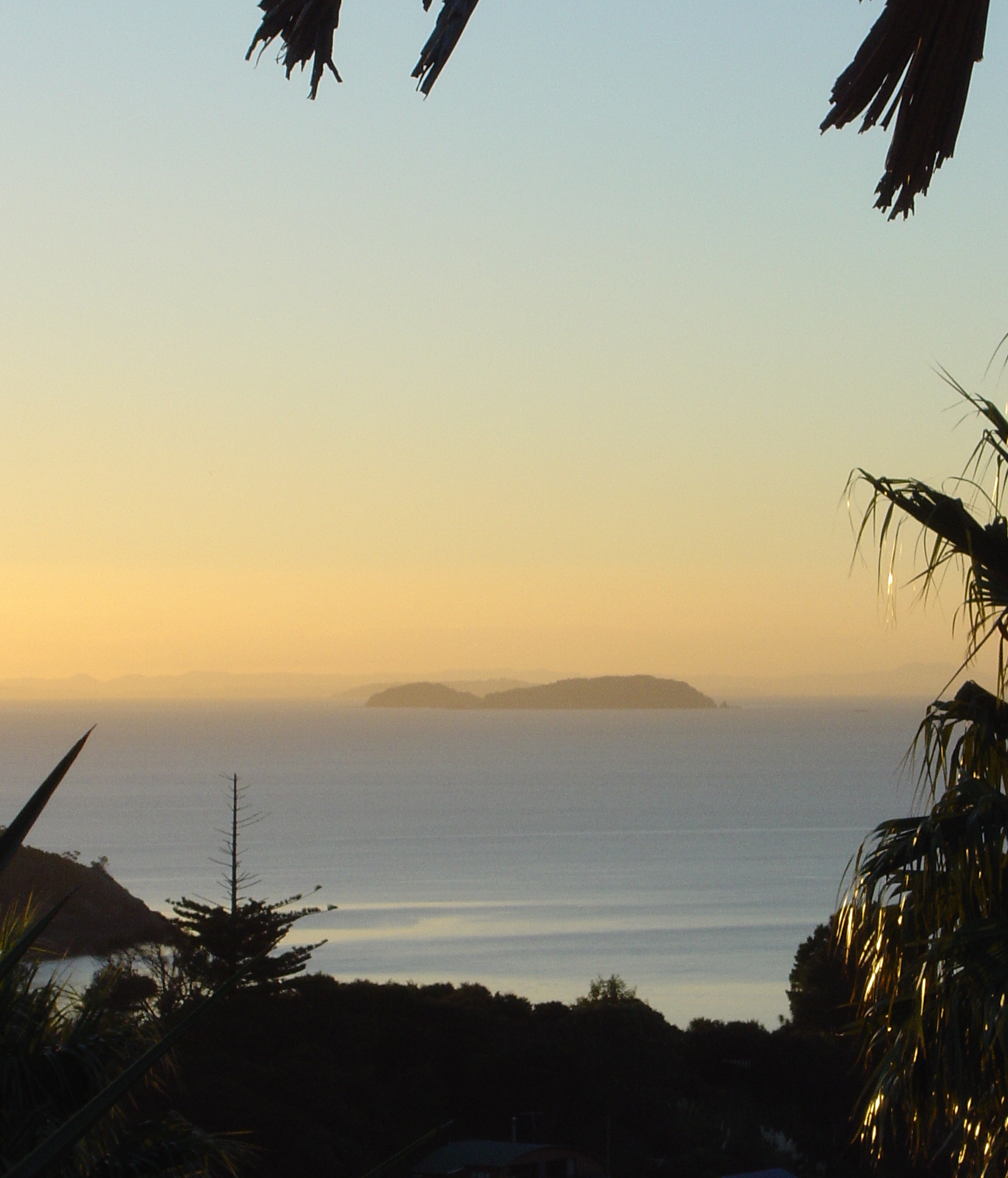
دیدی از غروب جزایر نویزز از سوی جزایر وایهکه.

خلیج هوراکی بخشی از اقیانوس آرام است که از شمال و شرق به آن می‌پیوندد. این خلیج تا حد زیادی توسط جزیره گریت بارئیر و جزیره لیتل بریر از شمال و شبه جزیره شبه‌جزیره کارامندل به طول ۸۰ کیلومتر از شرق از اقیانوس آرام محافظت می‌شود؛ بنابراین به خوبی از همه جهات به جز در برابر بادهای شمالی محافظت می‌شود.
سه کانال بزرگ خلیج را به اقیانوس آرام متصل می‌کنند. کانال کالویل بین شبه جزیره کارامندل و گریت بریر، کانال کرداک بین دو جزیره و کانال جلیکو بین لیتل بریر و شبه‌جزیره اوکلند شمالی قرار دارد. در شمال آوکلند، چندین شبه جزیره به خلیج می‌ریزد، به ویژه شبه‌جزیره وانگاپارائوآ. جزیره تیریتیری ماتانگی نزدیک انتهای این شبه جزیره است. علاوه بر شمال، جزیره کاوائو در زیر شبه‌جزیره تاوهارانوئی قرار دارد.
کناره‌های خلیج مملو از سواحل متعدد است که بسیاری از آنها از نظر شنا و موج‌سواری مشهور هستند.
در آخرین دوره یخگیری، خلیج هوراکی زمین خشکی بود و سطح دریا حدود ۱۰۰ تا ۱۱۰ متر (۳۰۰ فوت) پایین‌تر از سطح فعلی بود. هنگامی که حدود ۷۲۰۰ سال پیش سطح دریا به حد فعلی خود رسید، خلیج به زیر آب فرورفت. در این مدت، این منطقه زیستگاه دو سامانه رودخانه‌ای بود. اولین رودخانه توسط دو سرچشمه، رودخانه ماهورانگی و Waitematā Harbour (که در زمان‌های قدیم خود یک رودخانه بوده) شکل گرفته بود. این رودخانه به سمت شمال شرقی بین جزیره لیتل بریر و جزیره گریت بریر امروزی جریان داشت و در شمال گریت بریر به اقیانوس آرام می‌ریخت. مورد دوم جویباری بود که توسط رودخانه‌های اصلی دشت‌های هوراکی تشکیل شده بود: رودخانه وایهو، رودخانه پیاکو و رودخانه وایتاکارورو. پیش از فوران اوروآنوئی ۲۷۰۰۰ سال پیش، رود وایکاتو نیز در خور تیمز به خلیج هوراکی می‌ریخت. رودخانه‌های دشت‌های هوراکی شامل دو سرچشمهٔ فرعی می‌شدند، رودخانه وایروآ (از کلیودان امروزی) به سمت غرب و جویبار اومانگاوها به سمت شرق، در کالویل، شبه‌جزیره کارامندل. این رود به سمت شمال، و در امتداد جلگه‌ها می‌چرخید و به سمت شرق حرکت می‌کرد و در راستای کانال کالویل امروزی بین شبه‌جزیره کارامندل و جزیره گریت بریر به خروجی اقیانوس آرام می‌رسید.

### جزایر

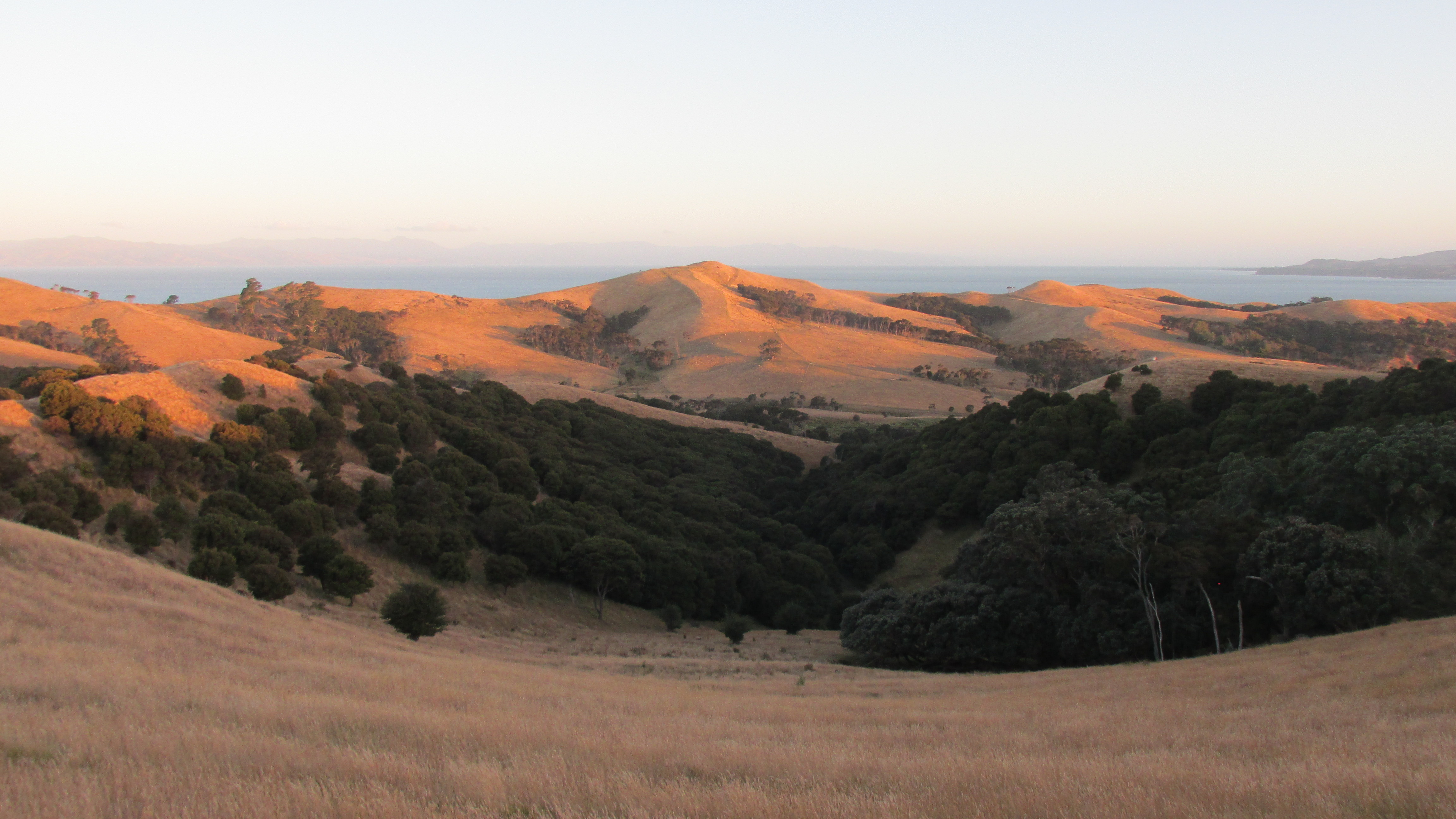
Farmland and native bush on Ponui Island

در غرب خلیج، رشته جزایری قرار دارند که از دهانه Waitematā Harbour، یکی از دو بندر آوکلند، محافظت می‌کنند. این جزایر شامل جزیره پونوئی، Waiheke Island, Tiritiri Matangi و گنبد نمادین جزیره رانگیتوتو (یک آتشفشان غیرفعال) می‌شوند که توسط یک گذرگاه به Motutapu Island، جزیره‌ای بسیار قدیمی‌تر، متصل است. جزایر با تنگه تاماکی و Rangitoto Channel از سرزمین اصلی جدا شده‌اند.
جزایر دیگر در خلیج شامل موتوکوره، موتوئیهه، جزیره پاکیهی، جزیره پاکاتوآ،  جزیره راکینو و Rotoroa Island در خلیج داخلی، اطراف وایهکه و رانگیتوتو هستند؛ جزیره تاراهیکی در شرق Waiheke; Motukawao Islands و Whanganui Island در پناه شبه جزیره کارامندل؛ و جزیره کالویل در خلیج بیرونی.
در مارس ۲۰۲۰، یک حفاری کوچک در یک تل زباله ساحلی بزرگ در جزیره اوتاتا انجام شد. در ژانویه ۲۰۱۸، موج‌های عظیم در خلیج هوراکی باعث آسیب گسترده به مناطق ساحلی شده و تنها در عرض چند ساعت، خط ساحلی اوتاتا تا ۵ متر کاهش یافته و تل زباله نمایان شده بود. هدف حفاری ثبت این اطلاعات قبل از اینکه در اثر فرسایش از بین بروند بود و با مشارکت Ngāi Tai ki Tāmaki، مالکان زمین انجام شد. درک تغییرات محیط دریایی اطراف جزیره نیز بخشی از این کار خواهد بود.

### خور تیمز
در انتهای جنوبی خلیج، خور عریض و نسبتاً کم‌عمق تیمز قرار دارد. فراتر از آن دشت‌های هوراکی قرار داشته که توسط رود وایهو و رود پیاکو تخلیه می‌شوند. کوه‌پایه‌های کوهستان هونوآ و تپه‌های شبه‌جزیره کارامندل در دو طرف خور بالا می‌روند.

## تاریخ
تاریخچه‌های سنتی مائوری‌های تاماکی نامگذاری این خلیج را شرح می‌دهد. قایق‌های مهاجر مهاجرت تاینوئی و آراوا رایاتئا را در زمان‌های مشابه ترک کردند و هر دو منطقه خلیج پلنتی را کاوش کردند. خدمه هر دو قایق در صخره هوروهورو با یکدیگر ملاقات کردند، جایی که مراسمی به یاد خویشاوندانی که در طول سفر از دست داده بودند برگزار شد. در طول این مراسم، یک سنگ مائوری به نام تیپاکا که همراهشان آورده بودند در این جزیره قرار گرفت. نام تیپاکا موآنا برای اقیانوس اطراف انتخاب شد و به نام خلیج تبدیل گشت.

## بوم‌شناسی

### گونه‌ها

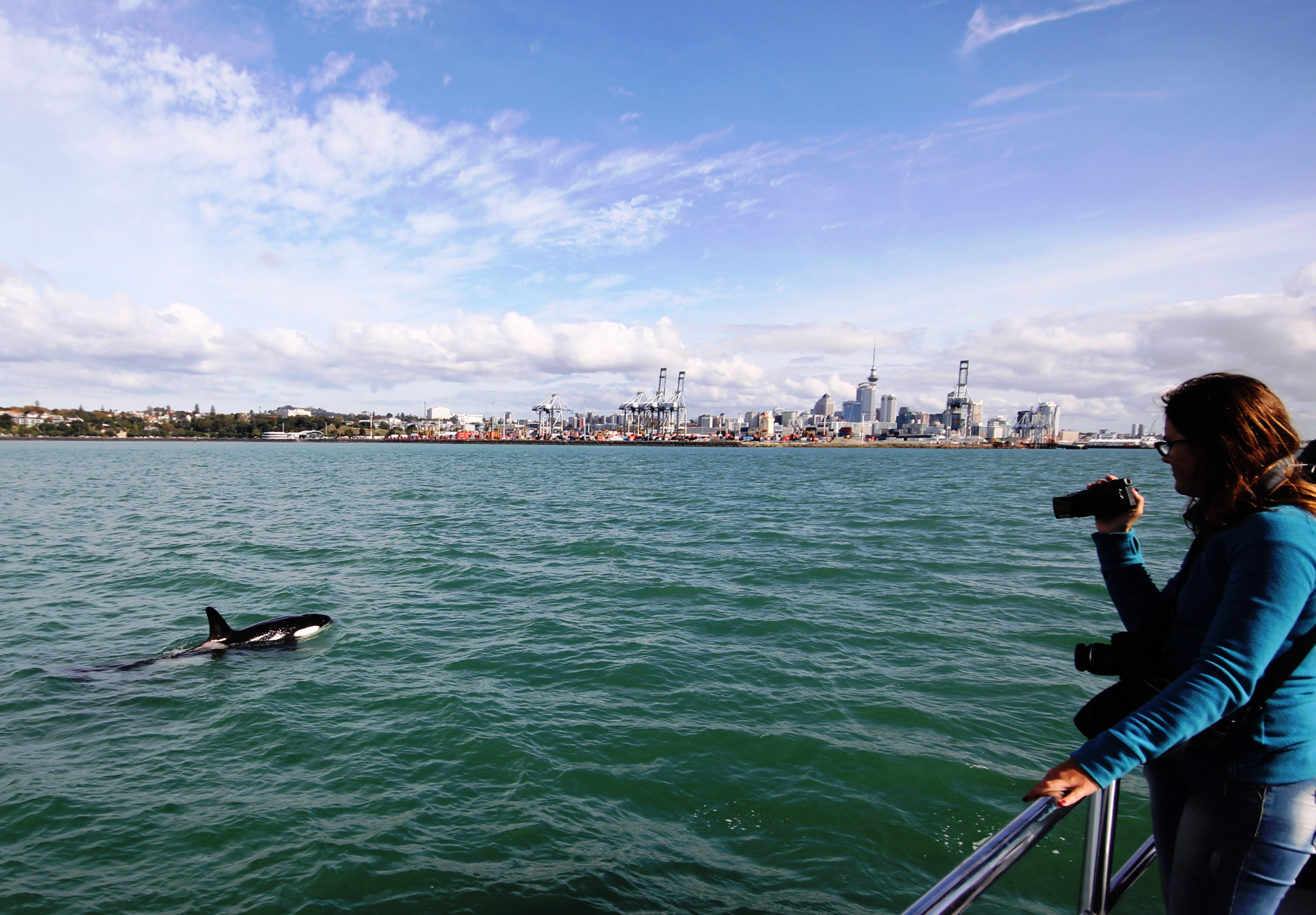
An نهنگ قاتل swims in Waitematā Harbour, with Auckland CBD in the background.

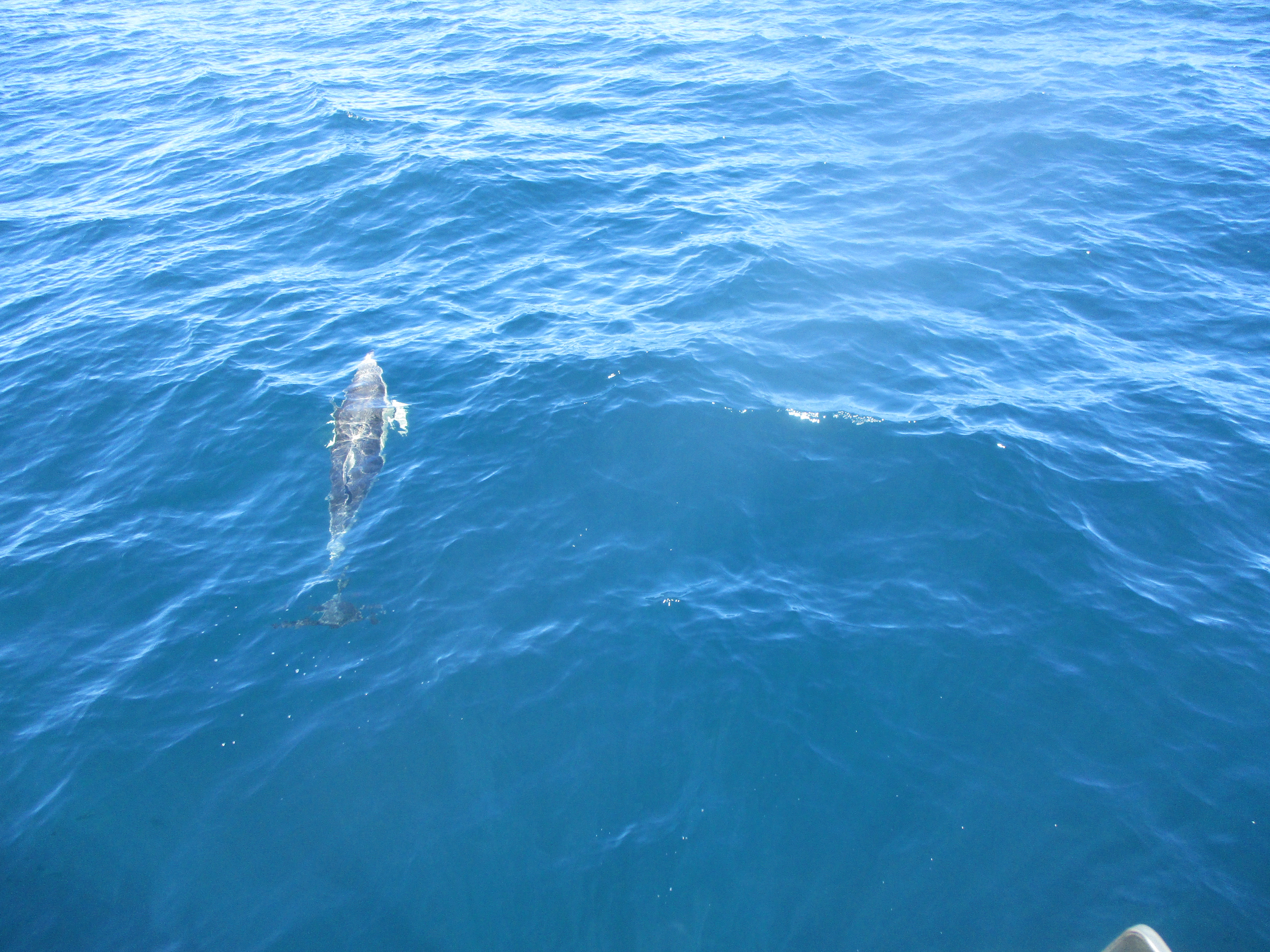
Dolphins in the Hauraki Gulf

برخی از حیوانات ویژه که معروف یا شناخته شده هستند، عبارتند از دلفین‌های بینی‌بطری و دلفین معمولی نوک‌کوتاه، که گاهی اوقات در گروه‌هایی عظیم از ۳۰۰ تا ۵۰۰ جانور یا بیشتر نیز دیده می‌شوند. در حالی که گونه‌های مختلف نهنگ‌ها و نهنگ قاتلها یک منظره نسبتاً رایج هستند. تقریباً ۲۵ گونه از پستانداران دریایی در این خلیج وجود دارند. تقریباً یک سوم از گونه‌های پستانداران دریایی جهان در این پارک دریایی زندگی می‌کنند یا از آن بازدید می‌کنند. 

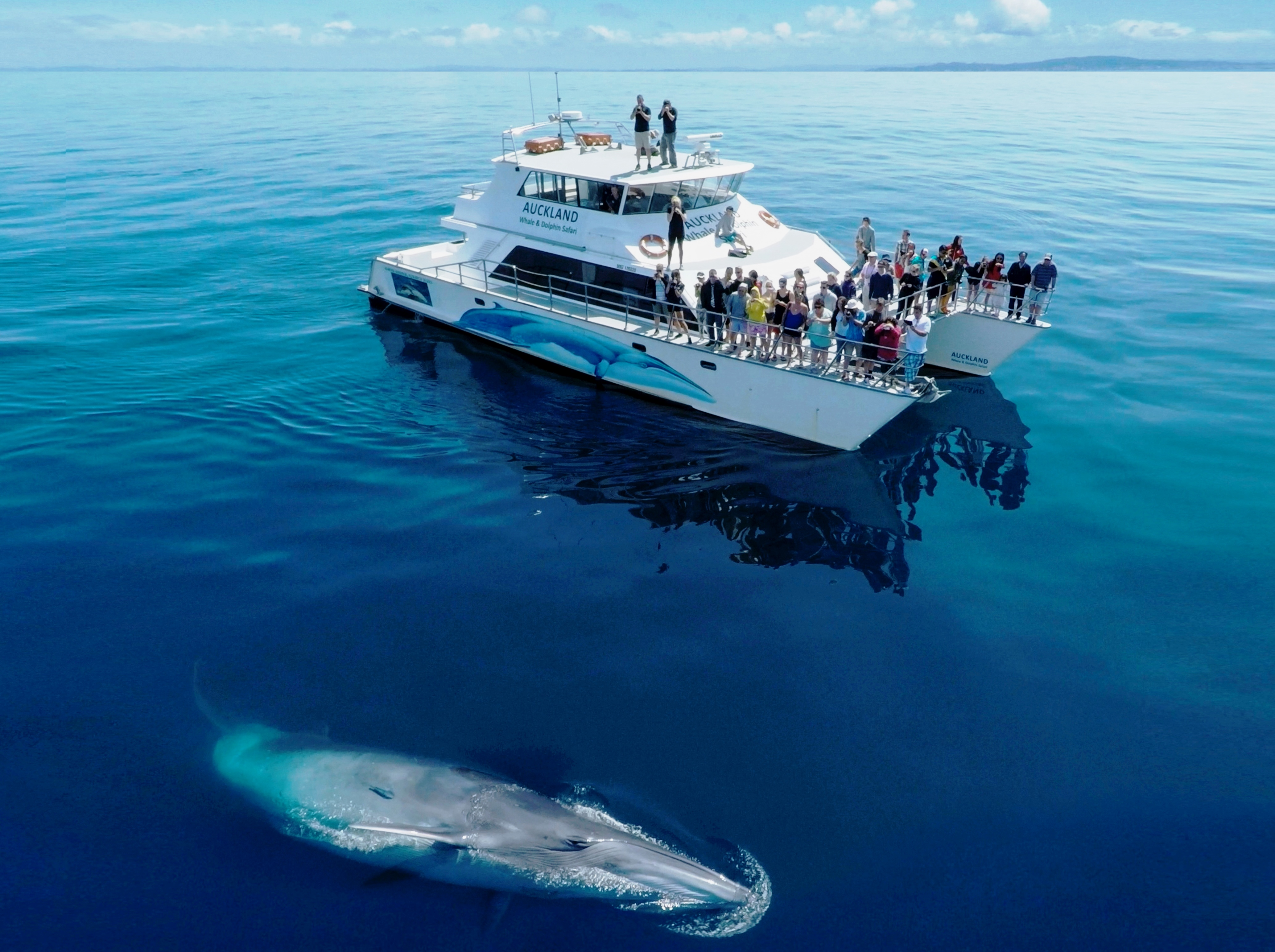
A نهنگ براید with a watching vessel.

 از میان آب‌بازسانان بزرگ‌تر، نهنگ برایدها در خلیج زندگی می‌کنند و نسبتاً رایج هستند. حضور آنها در این آب‌های شلوغ باعث می‌شود تعداد زیادی از برخورد با کشتی‌های بزرگ رخ دهد، و گاهی اوقات در هر سال چندین نهنگ در اثر برخورد با کشتی‌ها یا قایق‌های ورزشی می‌میرند. برآورد می‌شود که جمعیت باقی مانده بین ۱۰۰ تا ۲۰۰ عدد باشد. در سالهای اخیر، پس از دوران پایان شکار، افزایش تعداد آب‌بازسانیان بی‌دندان مهاجر تأیید شده‌است. که شامل نهنگ گوژپشت، نهنگ آبی جنوبی، نهنگ آبی کوتوله و نهنگ نیزه‌ای جنوبگانی می‌شوند. همچنین با فراوانی کمتر نهنگ تیغ‌باله و نهنگ سئی نیز مشاهده شده‌اند. در مورد نهنگ حقیقی جنوبی، با بهبود جمعیت و افزایش تعداد آنها، احتمالاً این نهنگ‌ها به ساکنان فصلی خلیج تبدیل می‌شوند (اولین رکورد زاد و ولد ثبت شده بعد از شکارهای تجاری و غیرقانونی نهنگ‌ها در جزایر اصلی نیوزیلند در اطراف میلفورد و Browns Bay
در سال ۲۰۱۲ به ثبت رسید.). گاهی نیز نهنگ عنبرها از خلیج دیدن می‌کنند.
بسیاری از جزایر پناهگاه‌های رسمی یا غیررسمی پرندگان هستند که گونه‌های مهم یا در معرض خطر انقراض مانند کیوی، تاکاهه، خوتکای قهوه‌ای (اردک اقیانوسیه) و کبوتر دریایی پشت خاکستری را در خود جای داده‌اند. با تمرکز بر جزیره حفاظت شده اصلی تیریتیری ماتانگی و جزیره لیتل بریر در دهه‌های اخیر، گونه‌های پرندگان متعددی که به‌طور محلی منقرض شده بودند، دوباره به منطقه معرفی شده‌اند، در حالی که برخی پرندگان با مهاجرت و «مستعمره‌سازی» دوباره به‌طور طبیعی در جزایر پدیدار شده‌اند، به خصوص بعد اینکه آفات غیربومی از محل‌های زاد و ولد آنها حذف گردیدند.

### آسیب‌های زیست‌محیطی
خلیج یک محیط طبیعی سرزنده است که در قرن بیستم و اوایل قرن بیست و یکم شاهد آسیب‌های قابل توجهی ناشی از فعالیت‌های انسانی بوده‌است. اگرچه مطالعه بزرگی که توسط انجمن خلیج هوراکی در سال ۲۰۱۱ انجام شد، دریافت که تمام شاخص‌های محیط زیستی همچنان رو به وخامت هستند یا در سطوح بحرانی ثابت مانده‌اند؛ گروه‌های پاکسازی داوطلبانه سواحل در حدود ۴۵۰ هزار لیتر زباله از نواحی ساحلی جمع‌آوری کرده‌اند. البته تلاش‌های بیشتر برای حفاظت مورد نیاز است تا یکپارچگی محیط زیست خلیج حفظ شود.
به‌طور خاص، ورود صنعت ماهیگیری آسیب زا بود. برای مثال صید ماهی سرخوماهیان در دهه ۱۹۷۰ به اوج خود یعنی بیش از ۱۰۰۰۰ تن در سال رسید (حتی در دهه ۲۰۰۰، ماهیگیری شخصی از این گونه نیز یک عامل قابل‌توجه است و از ۴۰۰ تا ۸۰۰ تن در سال وزن داشته‌است). این صید بی‌رویه که با حذف یک شکارچی اصلی در زنجیره غذایی، تعادل محیط زیست دریایی را برهم زد، منجر به تخریب بیشتر شد، مانند ناپدید شدن گسترده بسترهای کتانجک، زیرا آنها با بایر شدن زمین در اثر هجوم توتیای دریایی نیوزلند از بین رفتند. به‌طور کلی ماهیگیری با تور کف‌روب (ترال) به عنوان یک عامل آسیب رسان شدید به خلیج دیده می‌شود، و همچنین گزارش شده‌است که ذخایر خرچنگ در حال ترمیم نیست. تخمین زده می‌شود که ذخایر ماهی امروزه حدود ۲۵ درصد سطوح پیش از تسلط اروپاییان است.
نتایج ناشی از ورود نیتروژن از زمین‌های کشاورزی اطراف که عمده آن نیتروژن حدود ۹۰٪ آن از رواناب‌های زراعی لبنی و دامپروری به Firth of Thames است، نیز به‌طور ویژه آسیب رسان هستند.
دیگر بهره‌کشی‌ها، مانند لایروبی بسترهای صدف سیاه در خور تیمر، که در سال ۱۹۶۱ به اوج خود رسید و حدود ۱۵ میلیون صدف گرفته شد (کمی قبل از فروپاشی این صنعت). منجر به خساراتی شده‌است که چهل سال بعد هم رفع نشده‌است، احتمالاً به این دلیل که لایروبی بستر دریا را نابود کرده‌است، و زه‌کشی رسوبات حاصل از کشاورزی در خور تیمز نیز بقای صدف را با مشکل مواجه کرده‌است.
سواحل خلیج مملو از سواحل متعدد است که بسیاری از آنها به خاطر شنا و موج سواری مشهور هستند. اگرچه مشکلات محیط‌زیستی در اطراف نواحی شهری وجود دارد، طوری که از ۵۲ ساحل موجود در منطقه آوکلند، حداقل ۱۴ ساحل گهگاهی سطوح آلودگی ناامن (عمدتاً به دلیل فاضلاب تصفیه نشده) را نشان می‌دهند، گروه‌های محیط‌زیستی برای پاکسازی سواحل و بازیابی سرزندگی آنها تلاش می‌کنند.

## پارک دریایی

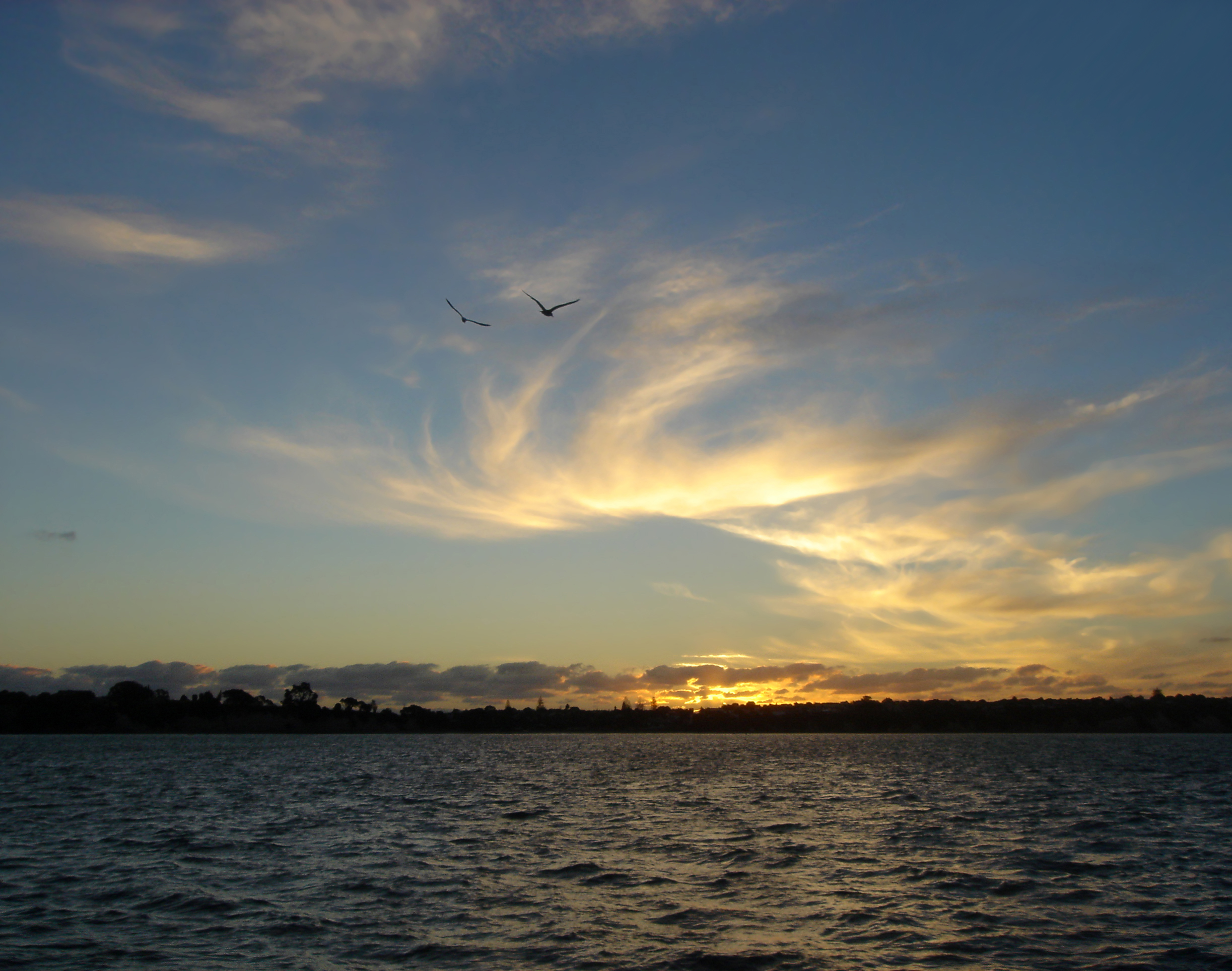
غروب خلیج هوراکی.

### قوانین
بخش‌های ۷ و ۸ قانون پارک دریایی خلیج هوراکی ۲۰۰۰ بیان می‌کند:
۷ شناسایی اهمیت ملی خلیج هوراکی
- (۱) ارتباط متقابل بین خلیج هوراکی، جزایر آن، حوزه‌های آبخیز، و توانایی آن ارتباط متقابل برای حفظ ظرفیت حیات‌بخش محیط خلیج هوراکی و جزایر آن، از اهمیت ملی برخوردار است.
- (۲) ظرفیت حیات‌بخش محیط خلیج و جزایر آن عبارت است از:

(a) تأمین موارد زیر:
- -     - (i) ارتباط تاریخی، سنتی، فرهنگی، و معنوی تانگاتا ونوآ خلیج با خلیج و جزایر آن، و
    - (ii) رفاه اجتماعی، اقتصادی، تفریحی، و فرهنگی مردم و جوامع

(b) استفاده از منابع خلیج توسط مردم و جوامع خلیج و نیوزیلند برای فعالیت‌های اقتصادی و تفریحی
(c) حفظ خاک، هوا، آب، و اکوسیستم‌های خلیج

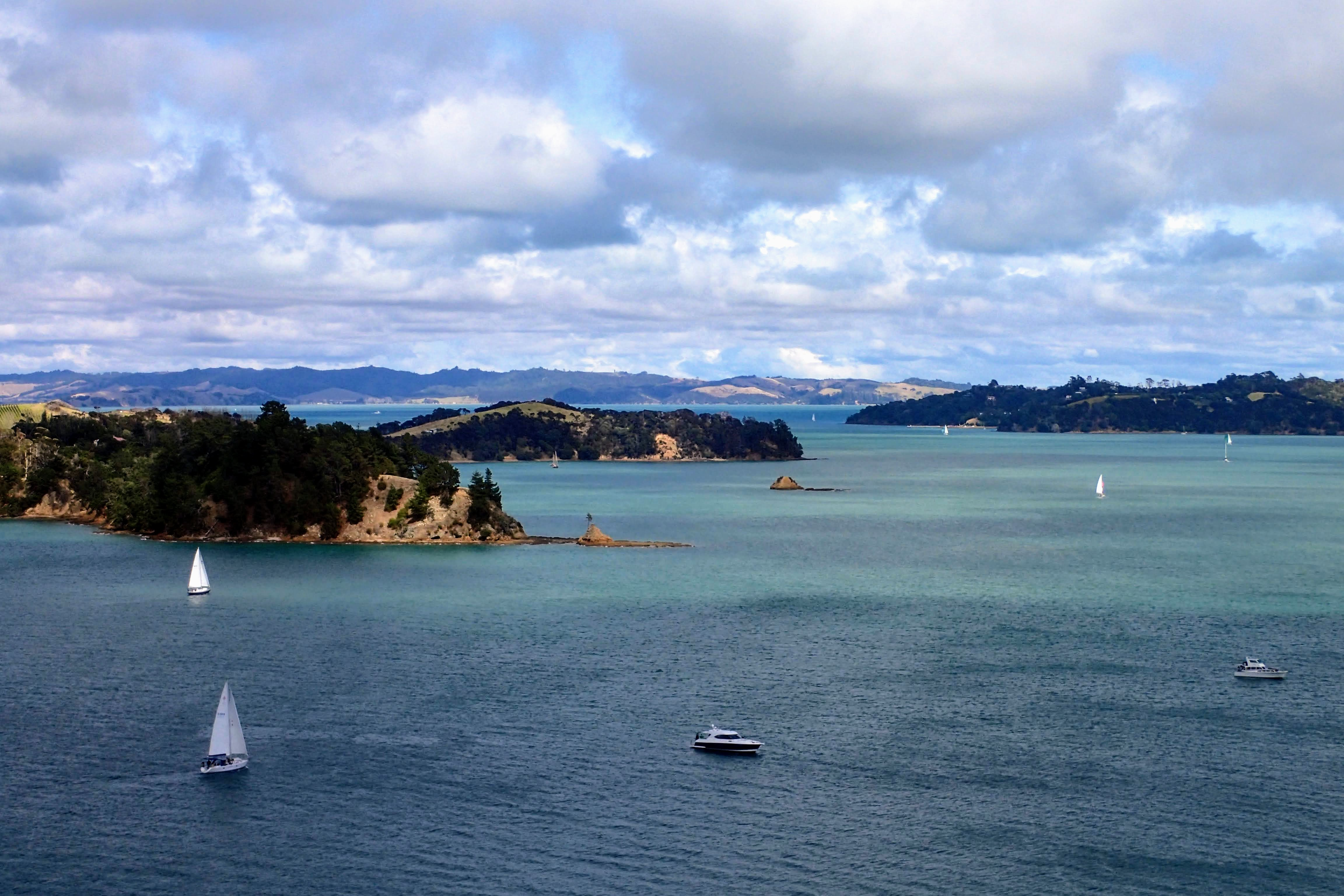
نمایی از جزیره روتوروآ، رو به جنوب غربی بر فراز خلیج هاوراکی داخلی.

۸ مدیریت خلیج هوراکی 
برای شناسایی اهمیت ملی خلیج هوراکی، جزایر آن، و حوزه‌های آبخیز، اهداف مدیریت خلیج هوراکی، جزایر و حوزه‌های آبخیز آن عبارتند از:
- (a) حفاظت و در صورت لزوم، تقویت ظرفیت حیات‌بخش محیط خلیج هوراکی، جزایر، و حوزه‌های آبخیز آن
- (b) حفاظت و در صورت لزوم، تقویت منابع طبیعی، تاریخی، و فیزیکی خلیج هوراکی، جزایر، و حوزه‌های آبخیز آن
- (c) حفاظت و در صورت لزوم، تقویت آن دسته از منابع طبیعی، تاریخی، و فیزیکی (از جمله کایموآنا) خلیج هوراکی و جزایر و حوزه‌های آبخیز آن که مائوریها دارای رابطه تاریخی، سنتی، فرهنگی و معنوی با آن‌ها هستند.
- (d) حفاظت از ارتباطات فرهنگی و تاریخی مردم و جوامعِ خلیج هوراکی و اطراف آن با منابع طبیعی، تاریخی، و فیزیکی آن
- (e) حفظ و در صورت لزوم، تقویت سهم منابع طبیعی، تاریخی، و فیزیکی خلیج هوراکی، جزایر، و حوزه‌های آبخیز آن در رفاه اجتماعی و اقتصادی مردم و جوامع خلیج هوراکی و نیوزیلند
- (f) حفظ و در صورت لزوم، تقویت منابع طبیعی، تاریخی، و فیزیکی خلیج هوراکی، جزایر، و حوزه‌های آبخیز آن، که به تفریح و enjoyment خلیج هوراکی توسط برای مردم و جوامع خلیج هوراکی و نیوزیلند کمک می‌کند.

### اهمیت
این پارک نه تنها به دلیل اینکه یک محیط دریایی است، بلکه اینکه سرپناه بیش از یک میلیون نفر در امتداد سواحل و جزایر خود می‌باشد، به روشنی با دیگر مناطق حفاظت شده نیوزیلند متفاوت است. این منطقه همچنین شامل پناهگاه‌های متعددی برای حیات وحش (بالای سطح آب) می‌باشد.